# الحاج آدم يوسف
د.الحاج آدم يوسف عبد الله النائب السابق لرئيس جمهورية السودان وعضو المكتب القيادي لحزب المؤتمر الوطني أمين القطاع السياسي لحزب المؤتمر الوطني ،وقد كان والي ولاية جنوب دارفور ووالي ولاية الشمالية قبل ذلك، ولد في قرية دنقسو (قوز محلب) عد الفرسان ولاية جنوب دارفور 1955.

## المؤهلات الأكاديمية
من مراحله التعليمية:
- بكلاريوس هندسة (هندسة زراعية) مرتبة الشرف الأولى من جامعة الخرطوم 1979 .
- ماجستير هندسة زراعية من جامعة نيوكاسل ابون تاين بانجلترا 1985 .
- دكتوراه هندسة زراعية من جامعة الخرطوم كلية الهندسة والعمارة 1988 .

## الخبرات التنفيذية
من خبراته التنفيذية:
- مشرف عام اللجان الشعبية بولاية الخرطوم 1990 - 1991 .
- وزير الزراعة والثروة الحيوانية والشئون الاجتماعية بالولاية الشمالية 1991 - 1994 .
- نائب الوالي ووزير الزراعة الثروة الحيوانية بالولاية الشمالية 1994 - 1995 .
- والي الولاية الشمالية 1995 – 1997 .
- والي ولاية جنوب دار فور 1997 – 1999 .
- وزير الزراعة الاتحادي 1999 – 2000 .

## النشاط السياسي
- عضو المكتب القيادي لحزب المؤتمر الوطني.[6]
- أمين القطاع السياسي لحزب المؤتمر الوطني.[6]

## الخبرات العلمية والأكاديمية
منها:
- مساعد تدريس بجامعة الخرطوم كلية الهندسة والعمارة 1979 – 1984 .
- محاضر بجامعة الخرطوم كلية الهندسة والعمارة 1984 – 1987 .
- أستاذ مساعد بجامعة الخرطوم كلية الهندسة والعمارة 1987 – 2006 .
- أستاذ مشارك بجامعة الخرطوم كلية الهندسة والعمارة 2006 – 2011 .

## الخبرات المهنية
منها:
- عضو المجلس الهندسي السوداني بدرجة مستشار .
- عضو الجمعية الهندسية السودانية بدرجة زميل .
- رئيس الجمعية السودانية للمهندسين الزراعيين.

## الموقع الرسمي علي الإنترنت
- الموقع الرسمي لنائب رئيس جمهورية السودان د.الحاج آدم يوسف